# Rezik János
Rezik János (Koros, Nyitra vármegye, ? – Eperjes, 1710. augusztus 4.) evangélikus tanár, író.

## Élete
Rezik Miklós, turócszentmártoni rektor, majd hajniki pap és a tapolcsányi egyházmegye esperese és Paluch Zsuzsánna fia volt. Az eperjesi kollégiumban Pomarius, Zabanius és Ladiver tanítványa volt. Még mint eperjesi diákot elküldték őt tanárai Kassára, hogy jelentse ki a nevükben feleletül a jezsuitáknak, nevezetesen Sámbár Mátyásnak, miszerint elfogadják a kihívást a nyilvános hitvitára.
1670-ben iratkozott be a wittenbergi egyetemre.
1673-ban a toruńi egyetemre ment, ahol 1674-től 1683-ig tanárkodott. Ekkor a kassaiak igazgató-tanárnak hívták meg. Amikor 1684 januárjában a császári párt a Thököly-párt fölé kerekedett, Fischer Mihály, a kassai kamara elnöke Reziket elfogatta, és három napig szigorú vallatás alá vetette. Mivel Rezniket ártatlannak találták, szabadon bocsátották. Kiszabadulása után még ugyanabban az évben Eperjesre ment a retorika, költészet és történelem tanárának. 1685-ben Eperjes is a császáriak kezére került, így a protestánsok elvesztették iskoláikat.
1687-ben ismét visszament Toruńba, amelynek egyetemén 1688-ban rendkívüli, 1690 és 1705 között rendes tanár volt. Ekkor a késmárkiak hívták meg rektornak, ám közben az eperjesiek rábírták, hogy az ő főiskolájuk vezetését vállalja el. Ezután 1705-től haláláig, az 1710. évi nagy pestisjárványig Eperjesen működött.

## Művei
Két fő műve kéziratban maradt:
- Theatrum Eperiense, sive laniena Eperiensis, 1687 (Újabb kiadása latin és magyar szöveggel Gömöry J. – Pogány G., Liptószentmiklós, 1931) – az 1687-es eperjesi vértörvényszék története[3]
- Gymnasologia, seu historia scholarum et rectorum evangelicorum in Hungaria – a magyarországi protestáns iskolázás története –  (E művét tanítványa és a rektori hivatalban utódja Matthaeides Sámuel folytatta és ki is akarta nyomatni, de ebben halála megakadályozta. Írásának Rotarides Mihály által másolt kézirata Baros Pál tulajdonából 1764-ben a nyitrai egyházmegyei könyvtárba került.)
  - Gymnasiologia, 1-2.; hasonmás kiad.; OPKM, Bp., 1983

Nyomtatásban megjelent művei:
- Articulus VII. Augustanae Confessionis De Ecclesia In Illustri Collegio Statuum Hungariae Eperjessini A. C. M.DC.LXIX. A. D. 4. octobr. In ipso solenni & generali examine anniversario ad disputandum publice propositus Praeside Samuele Pomario … respondente Johanne Rezik SS. Theologiae et Philosophiae Studioso. Bartphae. (Ajánlja R. Hidvégi Mihálynak, mint jótevő pártfogójának.)
- Reparatio violati honoris per privatum ferrum Thoruni, 1703. (A párbajról.)
- Panegyricus Joanni III. Poloniae regi anno 1686. defuncto. Thron.
- Justae Meritaeque Inferiae, Famae, Nomini, Generosi, Nobilissimi Dni. Sáárossy, destinatae: Qui Aetate, Prudentia, Favore, Aestimatione, florens, Contra Spem & Vota, Perillustris … Dni. Nicolai Szirmay … Dni. Nicolai Szirmay & Út. & Generosae & Nobilissimae Dnae. Annae Szirmay, Conjugis, Non sine lacrymis etiam Multorum Bonorum, Qui Virtutetes Ejus noverant, Anno 1706. Julii, Vy Varini Ex turbido hoc Seculo Ad Quietem Perennem evocatus, abiit. Bartphae.
- Quod Felix, Faustum, Fortunatumque sit, Inclyto Statuo Evangelico! Pro Solenni Examine, Quod In Illustri Collegio Statuum Evangelicorum Eperiensi… An. M. DCC. VII. Mart. 14., & sequent. habebitur. Publicat … Uo.
- Pigritius scholarum hostis ad Caucasum deportatus, in solenni examine 1707. die 18. Martii absoluto in theatro repraesentatus. Uo. (Klein ezen iskolai színjátékban szerepelt 77 tanulót név szerint felemlíti.)
- Musa Fragopolitana Loquens, Et Illustr … Johanni Godofrido ab Hellenbrach … Libero Barone … Patronoque Ejusdem Incomparabili. Die Sancti Johannis, Anno Bonae Spei 1708. Prima vota Ferens, Dedicans, Et Nuncupans, … Uo.
- Themistocles, Judicum Imago, Luce Nominali… Johannis Klesch, Illustris Colleggi Eperiensis, Statuum Evangelicorum Inspectris, Regiae Liberaeque Civitatis Eperiensis Judicis Eqvissimi. Anno 1708. die S. Johannis, in Monumentum Cultus exhibitus. Uo.
- Sine Controversia Magnum Pietatus Mysterium, Deum Plenitudine Temporis In Carne Manifestatum, Hoc est, Caput seu Aticulum De Persona Domini N. J. C. In Publico Solenni Anniversario Examine, Illustris Collegii Eperiensis Statuum Evangelicorum, Anno 1708. Octob. 2. sistit, exhibet, defendet, Praeses & Director… Uo.
- Salvianus Massiliensis redivivus, morum emendator acerrimus, Virum Maxime Reverendum, Exell … Jacobum Zablerum… Superintendentem… Meritis & Vitae Integritate conspicuum… In societatem Tituli & ad similia tentanda, invitans & animans, Anno M.DCCCVIII. Die Festo S. Martyris Jacobi. Ab interprete… Uo.
- Dum supremi in Ecclesia honoris metam Deo ducente, virtute comitante, Adm. Rev. … Johannes Saarosy… Pastor Primarius, Vita & doctrina aestimabilis, Publica Consistorii Venerabilis Voce, Leutschoviae A. 1708. sub finem Julii et initium Augusti, habito, Bonis etiam suffragantibus, dignitate Superintendentis adauctus, … Collegii Eperiensis Statuum Evangelicorum Inspector constitueretur, Munus Pastoris Hung. Prim. Rosnoviae, quae Virum hoc Titulo Radiantem nondum habuit, capesseret… gratulatur… Uo.
- Quoniomquidem Obsequii Gloriam Seren. atque Cels. Principi… Francisco II. Rakoczy &c. debitam, Illustre Collegium Eperiense Statuum Evangelicorum, Oratione Panegyrica propalam asserese decrevit; Ad hanc, A. 1708. Octob. 4. in quem Memoria Nominis Eidem Serenissiomi in Baptismo dati, incidit, Aure prona exaudiendam, Omnis Status, Conditionis, Dignitatisq. Viros, reverenter, humaniter, officiose invitat… Uo.
- Triplex virtutis vultus et cultus Domino Michaeli Roth oblatus die Michaelis 1708. Uo.
- Fasciculus Myrrhae, Vitam Dulci Amaritudine Plenam, Maxime Reverendi Excell. & Clar. Dn. Jacobi Zableri… Superintendentis… Collegii Status Evangelici, quod est Eperiessini, Inspectoris gravissimi. Anno 1709… Maj. d. XXVIII. Vitam beate finientis atque Funera Pompa, in Templo S. Aegidii Bartphae, qua Natus Jun. 9. contumulati, adumbrans, Exhibitus … Maj. d. XXVIII. Vitam beate finientis atque Funera Pompa, in Templo S. Aegidii Bartphae, qua Natus Jun. 9. contumulati, adumbrans, Exhibitus & Publicatus… Uo.
- Tiaram Sacerdotalem, ambuti suo, Ecclesias Lutherano-Evangelicas, Inclytorum novem Comitatum, Sex Regiarum Liberarumq. Civitatum Superioris Hungariae & Oppidi Saaros complectentem, Adm. Rev., Exc. Clar. Antistiti Eperiensi, Primo ex Ministerio Venerabili Evangelico Ejusdem Civitatis Superintend. Electo Dr. Johanni Schwartz. A Reverendo Consistorio, Cibinii An. 1709. Septemb. 12… Praeside… Dr. Nicolao Szirmay … Hoc versu Epico, Honorare & condecorare voluit … Uo.
- Quod Flix, Faustum Laetumque sit! Patriae, Patronix, Patribus! Programma Isagogicum, Ad Publicum, Illustris Collegii Statuum Evangelicorum Eperiensis Examen, Illustr.: Spectabilem… Dominum… Baronem, Collegii Inspectorem… aliosque bonos Viros… invitans & Habebitur Anno 1709. 12. Septembr. Uo.
- Die Sclachtbank zu Eperies, oder historische Beschreibung des Trauerspiels, in welchem in Jahre 1687 utern der Commission des Generals Anton Karaffa mehrere, der Empörung beschuldigte Ungarn, mit der härtestenTodesstrafe belegt wurden. MitBeilagen. Göttingen, 1808. (Magazin für Geschichte, Statistik und Staatsrecht der österreichischen Monarchie II.)
- Az 1687. évben felállított eperjesi vérpad...; ford. Gömöry János, Pogány Gusztáv; Tranoscius, Liptószentmiklós, 1931 (A szlovenszkói ág. hitv. ev. egyház történeti emlékei)

Alkalmi költeményeit (1676-tól 1705-ig összesen 55-öt), melyek mind külföldi munkákban jelentek meg, megemlíti Szabó-Hellebrant a Régi M. Könyvtár III. kötet 2. részében.